# 로빈 콜먼

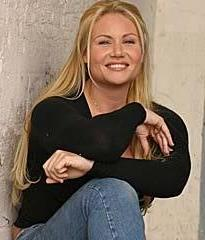

로빈 콜먼(Robin Coleman, 1973년 3월 30일 ~ )은 미국의 배우, 텔레비전 배우, 영화배우, 성우이다.

## 영화
- 할로윈 2 - 저주받은 병실 (1981년)